# 红斑弓背蚁
红斑弓背蚁（学名：Camponotus singularis rufomaculatus）又称赤斑弓背蚁，学名直譯为红头弓背蚁红斑变种，是红头弓背蚁之下的唯一一个亚种，仅分布在婆罗洲。
“rufomaculatus”由两个英文单词组成，前者“rufo”意为红色；后者“maculatus”原始詞彙为“maculate”，意为“斑攙”，故翻译为“红斑亚种”。
该变种曾被提議作为物種独立出来，但卻許久不见有学者/学家发佈相关的論文。

## 描述
头部和胸部较短、拥有较稀疏的毛。與驼色弓背蚁（Camponotus camelinus）是近缘关系。
红斑弓背蚁首次被发现于婆罗洲沙巴的一处森林里；腹部及胸部为黑色，但中胸背板为红色（名字由来）。具有一个淡红色的头部。